# دزدان دریایی (فیلم ۲۰۰۵)
دزدان دریایی (در انگلیسی: Pirates، تلفظ: پایرتس) نام یک فیلم پورنوی آمریکایی است که در سال ۲۰۰۵ میلادی تولید، ساخته و پخش شد. بازیگران بسیار مشهور فیلم‌های پورنو در این فیلم بازی کردند. بودجه فیلم دزدان دریایی در حدود یک میلیون دلار آمریکا بود که این فیلم را به پرخرج‌ترین فیلم پورنو در تاریخ جهان تبدیل کرد. فیلم پورنوی دزدان دریایی شباهت‌های زیادی به فیلم سینمایی دزدان دریایی کارائیب: نفرین مروارید سیاه داشت.
بازیگران مشهور فیلم‌های بزرگسالان همچون جِسی جِین، کارمن لُوانا، جِنین، تیگان پرسلی، دِوان، هناویو جولی، تامی گان و ایوان استون در فیلم دزدان دریایی ایفای نقش کردند.

## جوایز
جوایز ای‌وی‌ان در لاس وگاس:
- بهترین فیلم طولانی
- بهترین دی.وی. دی
- جوون برای بهترین کارگردانی
- جِنین برای ایفای بهترین هنرپیشه نقش اول زن
- بهترین تولید های دیفینشن
- جِنین و جِسی جِین برای بهترین صحنه نزدیکی دو دختر با یکدیگر
- بهترین جلوه‌های ویژه
- جِنین برای ایفا بهترین هنرپیشه نقش اول زن
- ایوان استون برای ایفای بهترین هنرپیشه نقش اول مرد
- بهترین موسیقی فیلم
- تامی گان برای ایفای بهترین نقش مکمل مرد
- بهترین بازاریابی اینترنتی

جوایز اکس‌آرسی‌او:
- بهترین فروش
- بهترین اپیک

جوایز امپراتوری دی.وی. دی:
- انتخاب سردبیران (۲۰۰۵)
- بهترین دی.وی. دی سال (۲۰۰۵)
- بهترین منو دی.وی. دی سال (۲۰۰۵)
- بهترین کیفیت تصویر دی‌وی‌دی (۲۰۰۵)
- بهترین کیفیت صدای دی‌وی‌دی (۲۰۰۵)
- انتخاب تماشاگران (۲۰۰۵)